# Hedwig Arendt
Hedwig Arendt, geborene Hedwig Simmer (4. Oktober 1856 in Breslau – 11. Dezember 1917 in Schwerin) war eine deutsche Theaterschauspielerin.

## Leben
Die Tochter eines Schieferdeckermeisters ging 1873 zur Bühne. Ihr erstes Engagement fand sie in Brieg, kam 1874 nach Liegnitz, 1875 nach Neisse, 1877 ans Wallnertheater nach Berlin, 1878 nach Düsseldorf, 1880 nach Königsberg und trat 1882 in den Verband des Stadttheaters in Schwerin. Dort wirkte sie bis zu ihrem Tode.
Sie war mit ihrem Kollegen Paul Arendt verheiratet.